# Ombres du passé
Pour les articles homonymes, voir Les Ombres du passé.
Pour plus de détails, voir Fiche technique et Distribution.
Ombres du passé (titre original : Schatten der Nacht) est un film allemand réalisé par Eugen York sorti en 1950.

## Synopsis
Elga Magnus est une femme heureuse avec son mari Ernst, un éditeur à succès. Elle fut autrefois l'amante d'un certain Richard Struwe, qui eut une existence criminelle et a purgé deux ans de prison pour ses crimes. Elga a utilisé ce temps pour orienter sa vie dans une direction raisonnable et pour séduire le riche Ernst. Le bonheur semble parfait pour tous les deux si un jour Struwe n'avait pas quitté la prison pour se présenter chez Elga. Il dit franchement qu'il a besoin d'argent et fait chanter Elga au passé commun pas franchement brillant. Comme Elga sait ce qui est en jeu pour sa réputation et qu'elle ne veut pas avouer son passé à son généreux mari, Elga développe une idée plutôt audacieuse et absurde : elle envisage de simuler sa propre mort, son suicide.
Elga déménage dans une autre ville. Au début, toutes les personnes impliquées semblent tomber dans cette mascarade, mais pour Elga, ce jeu de cache-cache signifie qu'elle s'enfonce de plus en plus bas dans la société jusqu'au jour où elle commence à vendre son corps pour au moins gagner un peu d'argent. Ernst voit la prostituée Nelli, comme on appelle maintenant Elga visuellement changée, sans la reconnaître immédiatement. Mais d'une manière ou d'une autre, Nelli lui rappelle son Elga, qui a disparu sans laisser de trace, et l'homme d'affaires aisé commence à tomber amoureux de la prostituée. Magnus emmène l'inconnue chez lui. Ernst pleure son Elga, qu'il croit morte, de telle sorte qu'il pratique un culte de la morte et veut inclure Nelli dans cette folie. Pour "Nelli", c'est trop, elle avoue qu'elle est en fait Elga. Ernst est contrarié par ce qu'il croit être une blague macabre et insipide. Il jette sa propre femme hors de la maison. Elga marche vers un avenir incertain au bord de la mer.

## Fiche technique
- Titre : Ombres du passé
- Titre : Schatten der Nacht
- Réalisation : Eugen York
- Scénario : Otto Heinz Jahn
- Musique : Wolfgang Zeller
- Direction artistique : Herbert Kirchhoff
- Costumes : Erna Sander
- Photographie : Willy Winterstein
- Son : Ernst Walter
- Montage : Alice Ludwig-Rasch (de)
- Production : Walter Koppel (de)
- Société de production : Real-Film (de)
- Société de distribution : Herzog-Filmverleih
- Pays d'origine :  Allemagne de l'Ouest
- Langue : allemand
- Format : Noir et blanc - 1,37:1 - Mono - 35 mm
- Genre : Drame
- Durée : 82 minutes
- Dates de sortie :
  -  Allemagne de l'Ouest : 10 janvier 1950.
  -  Autriche : 15 septembre 1950.
  -  Suède : 4 décembre 1950.
  -  France : 22 juin 1951[1].
  -  Estado Novo (Portugal) : 16 janvier 1952.

## Distribution
- Hilde Krahl : Elga Magnus
- Willy Fritsch : Ernst Magnus, son mari
- Carl Raddatz : Richard Struwe
- Josef Sieber : Mumme
- Hermann Schomberg (de) : Edgar Elsberg
- Arnim Dahl : Freitag
- Carl-Heinz Schroth (de) : Minjes
- Lilo Müller : Heidi
- Ursula Herking : Julia
- Thessy Kuhls : Margit
- Inge Meysel : Lisa
- Albert Florath : Le commissaire
- Karl-Heinz Peters (de) : Le patron de bar

## Production
Le tournage du film sous le nom de Balld der Nacht a lieu à l'automne 1949 dans les studios de Real-Film à Hambourg-Wandsbek et à Sylt (prises de vue en extérieur).